# カネラ目
|  | アムボレラ目 スイレン目 アウストロバイレヤ目 センリョウ目 カネラ目 コショウ目 クスノキ目 モクレン目 ショウブ目 オモダカ目 ヤマノイモ目 タコノキ目 ユリ目 キジカクシ目 ダシポゴン科 ヤシ目 イネ目 ツユクサ目 ショウガ目 マツモ目 キンポウゲ目 アワブキ科 ヤマモガシ目 ツゲ目 ヤマグルマ目 グンネラ目 ハマビシ目 ニシキギ目 キントラノオ目 カタバミ目 マメ目 バラ目 ウリ目 ブナ目 フウロソウ目 フトモモ目 クロッソソマ目 ムクロジ目 フエルテア目 アブラナ目 アオイ目 ブドウ目 ユキノシタ目 ビワモドキ科 ベルベリドプシス目 ビャクダン目 ナデシコ目 ミズキ目 ツツジ目 ガリア目 リンドウ目 シソ目 ナス目 モチノキ目 セリ目 キク目 マツムシソウ目 |

カネラ目（カネラもく、学名: Canellales）は、被子植物のモクレン類（モクレン目群）に含まれる目の1つである。精油をもつ常緑性の木本であり、葉は互生し単葉、花は放射相称（図1）、果実はふつう液果。おもに熱帯域から南半球温帯域に分布しており、日本に自生種はいない。カネラ科（約5属20種）とシキミモドキ科（約5属100種）の2科を含む。

## 特徴
常緑性の高木から低木（下図2a–c）。シキミモドキ科は道管を欠く。師管の色素体はデンプンとタンパク質顆粒または繊維を含む。節は3葉隙性。精油を含み、ときにアルカロイドをもつ。ドリマン型セスキテルペンを有する。
葉は互生し、螺生または2列互生する（下図3a, b）。葉は単葉、ふつう革質で無毛、油点をもち、全縁、葉脈は羽状。葉柄があり、葉柄中の維管束は弧状、托葉を欠く。気孔は平行型、ときに不規則型。
花はふつう両性、放射相称（上図1, 下図4a, b）、集散花序または総状花序を形成または単生し、花序は頂生または腋生する。花被片は萼片と花弁に分化している（下図4a）。花弁は2枚から多数、ふつう離生（上図1, 下図4a, b）。雄しべは3個から多数、シキミモドキ科の多くでは離生し螺生するが（下図4a）、カネラ科では合着して筒状の単体雄しべを形成している（下図4b）。花粉は2細胞性、単口粒、シキミモドキ科では4集粒として放出される。1–20個の心皮をもち、シキミモドキ科では離生心皮（複数の雌しべ; 下図4a）で縁の合着が不完全（不完全心皮）、カネラ科では合生心皮で1室の雌しべを1個もつ。子房上位、縁辺胎座（シキミモドキ科）または側膜胎座（カネラ科）、1心皮あたり胚珠は1個から多数、厚層珠心、2珠皮性。胚嚢はタデ型。
果実はふつう液果であるが（下図5a, b）、カネラ科のタクタヤニア属（Takhtajania）は蒴果。胚はよく分化しているが小さい。

## 分布
主に熱帯から南半球の温帯域に生育するが、北半球に分布する種もいる。北米フロリダ州から西インド諸島、中南米、アフリカ東部から南部、マダガスカル、東南アジア、オーストラリア東部、ニュージーランドに散在的に分布する。

## 人間との関わり
カネラ目の植物は精油を含み、またセスキテルペンなど生理活性をもつ化合物を含むため、薬用や香辛料に利用されることがある。カネラ（カネラ科）の樹皮は白桂（white cinnamon）とよばれ、香料や香辛料に用いられることがある（下図6a）。またウァルブルギア属、キンナモデンドロン属（カネラ科）、シキミモドキ属、ドリミス属（シキミモドキ科）などの樹皮、葉または果実が薬用や香辛料に利用されることもある（下図6b）。他にも材として利用される例や、観賞用に植栽される例もある。

## 系統と分類
被子植物の古典的な分類体系である新エングラー体系やクロンキスト体系では、花の特徴などに基づいてカネラ科とシキミモドキ科はモクレン目に分類されていた。シキミモドキ科は道管を欠くことや雌しべの心皮が二つ折りで完全に合着していないなどの特徴から、最も原始的な特徴をもつ被子植物の1つとされていた。一方でカネラ科は心皮が合生して側膜胎座をもつ1室の雌しべを形成する点ではモクレン目としては例外的であり、スミレ目に分類されたこともある。しかし20世紀末以降の分子系統学的研究により、カネラ科とシキミモドキ科が近縁であること、この群が他のモクレン目植物とは系統的にやや遠いことが明らかとなり、2022年現在ではこの2科はカネラ目としてまとめられている。
カネラ目は被子植物の中で比較的初期に分岐したグループであり、コショウ目、クスノキ目、モクレン目に近縁であると考えられている（系統樹参照）。カネラ目とこれら3目からなる系統群は、モクレン類（モクレン目群 magnoliids）とよばれる。モクレン類の中では、カネラ目はコショウ目の姉妹群であると考えられている。
2022年現在、カネラ目はカネラ科とシキミモドキ科からなり、カネラ科はおよそ5属20種、シキミモドキ科はおよそ5属100種を含む（下表1）。
表1. カネラ目の分類体系の一例
- カネラ目 Canellales Cronquist (1957)
  - カネラ科 Canellaceae Mart. (1832)
    - カネラ属[14] Canella P.Browne (1756)
シノニム: Winterana L. (1759)
    - キンナモデンドロン属[14] Cinnamodendron Endl. (1840)
シノニム: Capsicodendron Hoehne (1933)
    - キンナモスマ属[14] Cinnamosma Baill. (1867)
    - プレオデンドロン属[14] Pleodendron Tiegh. (1899)
    - ウァルブルギア属[14] Warburgia Engl. (1895)
シノニム: Chibaca G.Bertol. (1861)

  - シキミモドキ科（ウィンテラ科[25]） Winteraceae R.Br. ex Lindl. (1830)
    - 亜科 Takhtajanioideae J.-F.Leroy (1978)
      - タクタヤニア属[6] Takhtajania Baranova & J.-F.Leroy (1978)

    - 亜科 Winteroideae Arnott (1832)
      - シキミモドキ属[6][注 1]（タスマニア属[25]）Tasmannia R.Br. ex DC. (1817)
シノニム: Austrodrimys Doweld (2000); Pseudodrimys Doweld (2000)
      - ドリミス属[6][25] Drimys J.R.Forst. & G.Forst. (1775)
シノニム: Drymis Juss. (1789); Temus Molina (1782); ウィンテラ属[6] Wintera Murray (1784)
      - プセウドウィンテラ属[6][25] Pseudowintera Dandy (1933)
      - ジゴギヌム属[6][25] Zygogynum Baill., 1897
シノニム: ベリオルム属[6][25] Belliolum Tiegh. (1900); ブッビア属[6][25] Bubbia Tiegh. (1900); エクソスペルムム属[6][25] Exospermum Tiegh. (1900); Sarcodrimys (Baill.) Baum.-Bod. (1989); テトラタラムス属[25] Tetrathalamus Lauterb. (1905)